# Cantone di Rochefort-Montagne
Il Cantone di Rochefort-Montagne era una divisione amministrativa dell'arrondissement di Clermont-Ferrand.
È stato soppresso a seguito della riforma complessiva dei cantoni del 2014, che è entrata in vigore con le elezioni dipartimentali del 2015.
Comprendeva i comuni di
- Aurières
- La Bourboule
- Ceyssat
- Gelles
- Heume-l'Église
- Laqueuille
- Mazaye
- Mont-Dore
- Murat-le-Quaire
- Nébouzat
- Olby
- Orcival
- Perpezat
- Rochefort-Montagne
- Saint-Bonnet-près-Orcival
- Saint-Pierre-Roche
- Vernines